# Коробище
Коробище — деревня в Лидском сельском поселении Бокситогорского района Ленинградской области.

## История
Деревня Коробищи упоминается на карте Новгородского наместничества 1792 года А. М. Вильбрехта.
Согласно X-ой ревизии 1857 года:

КОРОБИЩИ — село, принадлежит Сумарокову (Корсакову): хозяйств — 4, жителей: 6 м. п., 14 ж. п., всего 20 чел.

Сборник Центрального статистического комитета описывал её так:

КОРОБИЩЕ (АНИСИМОВО) — село бывшее владельческое, дворов — 7, жителей — 35; церковь православная, два постоялых двора. (1885 год)

По земской переписи 1895 года:

  
КОРОБИЩИ — село, крестьяне бывшие Сумарокова (Корсакова): хозяйств — 4, жителей: 13 м. п., 12 ж. п., всего 25 чел.;
крестьяне собственники земли: хозяйств — 5, жителей: 12 м. п., 12 ж. п., всего 24 чел.

В конце XIX — начале XX века деревня административно относилась к Верховско-Вольской волости 1-го земского участка 3-го стана Устюженского уезда Новгородской губернии.
В начале XX века в полуверсте от села, на берегу реки Колпь находился жальник.

КОРОБИЩИ (АНИСИМОВО) — село Коробищенского сельского общества, число дворов — 12, число домов — 21, число жителей: 42 м. п., 36 ж. п.; Занятие жителей: земледелие, лесные заработки. Соминско-Белозерский тракт. Река Колпь. Церковь, земская школа, земская станция, фельдшерский пункт, 3 мелочные лавки, смежно с погостом Коробищи.
 
КОРОБИЩИ (АНИСИМОВО) — погост на церковной земле, число дворов — 6, число домов — 4, число жителей: 7 м. п., 5 ж. п.; Занятие жителей: церковная служба, земледелие. Белозерский тракт. Река Колпь. Смежен с селом Коробищи. (1910 год)

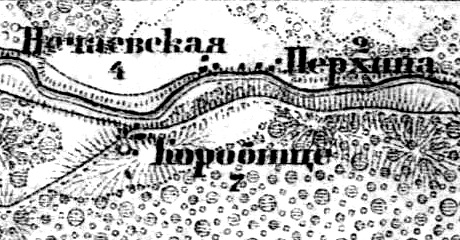
Деревня Коробище на карте 1917 года

Согласно карте Новгородской губернии 1917 года, деревня насчитывала 7 крестьянских дворов.
С 1917 по 1927 год деревня входила в состав Советской волости Устюженского уезда Череповецкой губернии. 
С 1927 года, в составе Коробищенского сельсовета Ефимовского района.
По данным 1933 года деревня Коробище являлась административным центром Коробищенского сельсовета Ефимовского района, в который входили 7 населённых пунктов: деревни Врачево, Ивановское, Ивахново, Коробище, Нечаевское, Ольешь, Перегорода, общей численностью населения 920 человек.
По данным 1936 года в состав сельсовета входили 7 населённых пунктов, 168 хозяйств и 7 колхозов.
С 1965 года, в составе Бокситогорского района. В 1965 году население деревни составляло 104 человека.
По данным 1966 и 1973 годов деревня Коробище также входила в состав Коробищенского сельсовета Бокситогорского района, административным центром сельсовета являлась деревня Ольеши.
По данным 1990 года деревня Коробище являлась административным центром Ольешского сельсовета, в который входили 12 населённых пунктов, общей численностью населения 502 человека. В самой деревне Коробище проживал 231 человек.
В 1997 году в деревне Коробище Ольешской волости проживали 29 человек, в 2002 году — 30 человек (все русские).
В 2007 году в деревне Коробище Заборьевского сельского поселения проживали 20 человек, в 2010 году — 12.
Со 2 июня 2014 года — в составе вновь созданного Лидского сельского поселения Бокситогорского района.
В 2015 году в деревне Коробище Лидского СП проживали 11 человек.

## География
Деревня расположена в восточной части района на автодороге 41К-041 (Ольеши — Нечаевская).
Расстояние до посёлка Заборье — 34 км.
Расстояние до ближайшей железнодорожной станции Заборье — 35 км. 
Деревня находится на левом берегу реки Колпь.

## Демография
| 1997 | 2002 | 2007 | 2010 | 2017 |
| ---- | ---- | ---- | ---- | ---- |
| 29   | ↗30  | ↘20  | ↘12  | ↗15  |

## Инфраструктура
На 1 января 2016 года в деревне было зарегистрировано 9 домохозяйств.

## Достопримечательности
Деревянная церковь во имя Успения Пресвятой Богородицы была построена до 1791 года. В 1845 году была выстроена каменная церковь с приделом святого Николая. Храм был закрыт в 1934 году, в 1990-е годы его здание использовалось под клуб. Руинировано.